# Asamblea General del Imperio Otomano

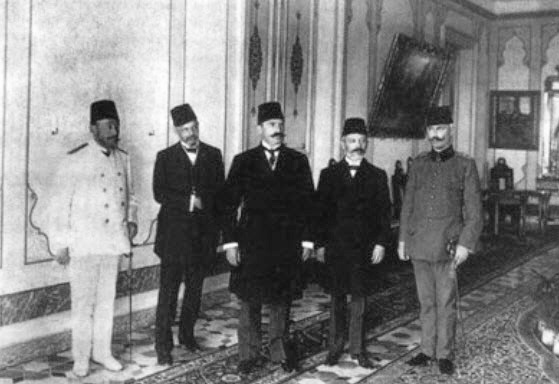
Delegación del Parlamento Otomano a Abdul Hamid II.

La Asamblea General Otomana (en turco: Meclis-i Umumî  (romanización francesa: "Medjliss Oumoumi") o Genel Parlamento; en francés: Assemblée Générale) fue el órgano legislativo del Imperio otomano entre 1876 y 1878 y nuevamente en 1908 hasta 1920. Fue el primer intento de democracia representativa por parte del gobierno imperial del Imperio Otomano . También conocido como el Parlamento Otomano (en francés: Parlement Ottoman), estaba ubicada en Constantinopla (Estambul) y estaba compuesta por dos cámaras: una cámara alta (Senado, Meclis-i Âyân) y una cámara baja (Cámara de Diputados, Meclis-i Mebusân).
La Asamblea General se constituyó por primera vez el 23 de diciembre de 1876 y duró inicialmente hasta el 14 de febrero de 1878, cuando fue disuelta por el sultán Abdul Hamid II.
Como resultado de la Revolución de los Jóvenes Turcos, que trajo consigo reformas sustanciales y una mayor participación de las formaciones políticas, la Asamblea General fue revivida 30 años después, el 23 de julio de 1908, con la Segunda Era Constitucional. La Segunda Era Constitucional terminó el 11 de abril de 1920, cuando los Aliados disolvieron la Asamblea General durante la ocupación de Constantinopla después de la Primera Guerra Mundial .  

Muchos miembros del Parlamento otomano disuelto en Constantinopla se convirtieron más tarde en miembros de la republicana Gran Asamblea Nacional de Turquía en Ankara (conocida como Angora en las épocas otomana y anterior a la República de 1930), que se estableció el 23 de abril de 1920, durante la guerra de Independencia turca.

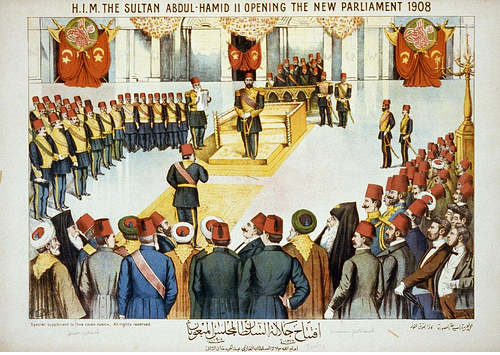
Una postal que representa la apertura del nuevo Parlamento en 1908.
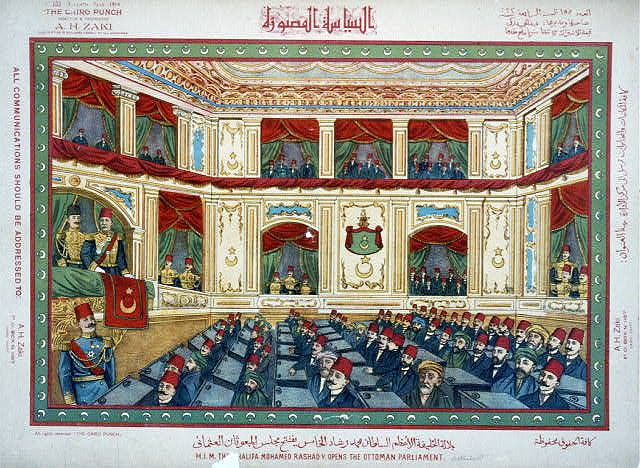
Una postal que representa una reunión del Parlamento en 1914.
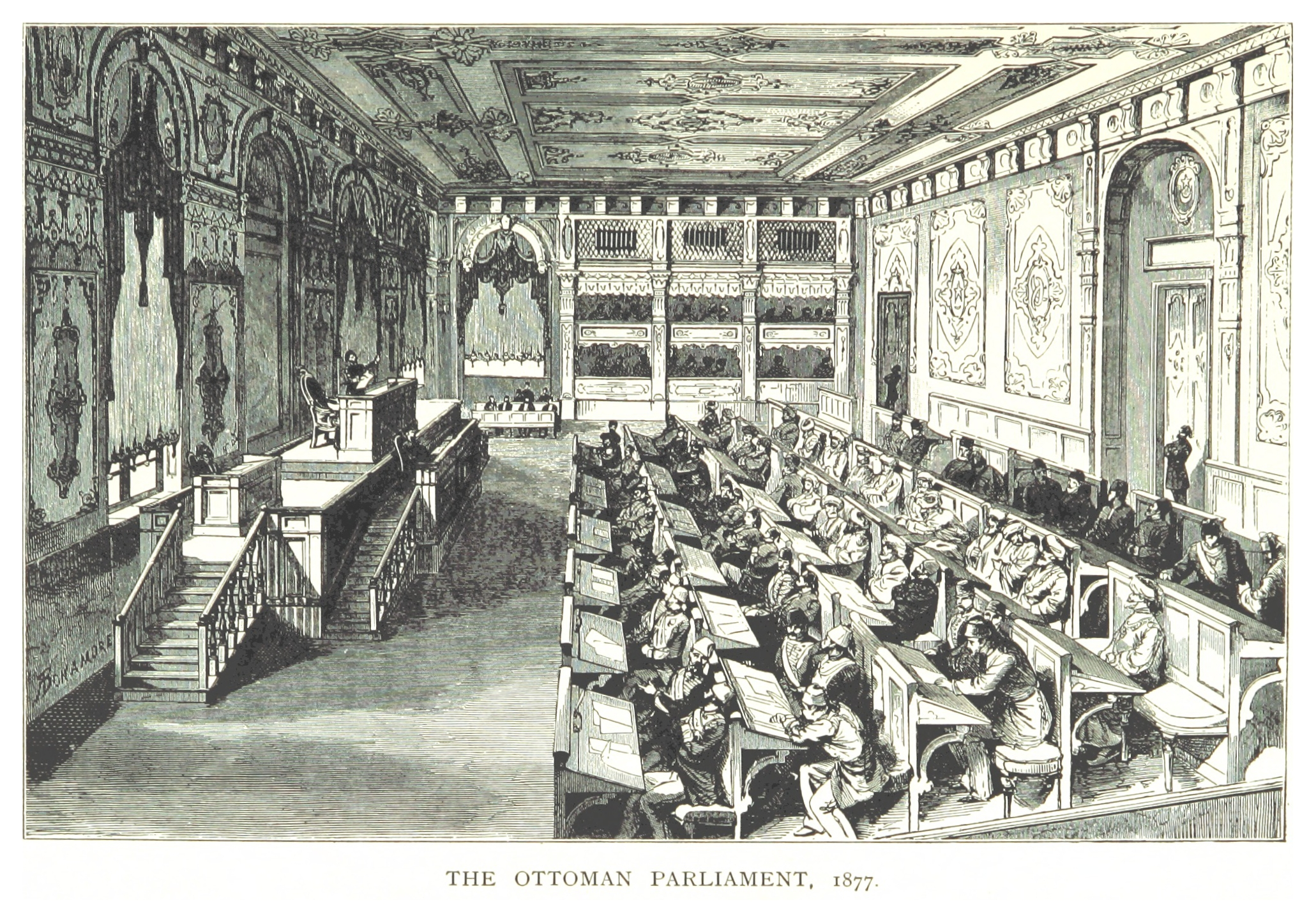
El Parlamento otomano en 1877.